# Romantist Taste
「Romantist Taste」（ロマンティスト・テイスト）は、1992年5月21日に発売されたTHE YELLOW MONKEYの楽曲。デビューシングルとして、日本コロムビア・トライアドレーベルから発売された。
なお、本項目では2012年10月10日に発売された「Romantist Taste 2012」についても記述する。

## 概要
- 1枚目のアルバム『THE NIGHT SNAILS AND PLASTIC BOOGIE』の1か月前に先行シングルとしてリリースされた。
- ミュージックビデオには歌詞にちなんで爬虫類が多数出てくる。シングルのジャケットにはカタツムリが出ている。監督は映像作家の安田潤司。
- 吉井は本曲について「大ヒットには及ばないとしても、この曲が世に出る価値は十二分にある」と語っている[1]。

## 収録曲
1. Romantist Taste
（作詞・作曲：吉井和哉 / 編曲：THE YELLOW MONKEY）
シングルの発売から20年以上経った2012年、テレビ朝日系の音楽番組『musicる TV』の10月度テーマソングに起用された[2]。音源は2012年10月21日に発売されたDVD『TRUE MIND "NAKED"』でのライブテイクが使われている。
2. 不愉快な6番街へ(Unpleasant 6th Avenue)
（作詞・作曲：吉井和哉 / 編曲：THE YELLOW MONKEY）

## 収録作品
＃1. Romantist Taste
- 『THE NIGHT SNAILS AND PLASTIC BOOGIE』（1992年6月21日）
- 『TRIAD YEARS actII〜THE VERY BEST OF THE YELLOW MONKEY』（1997年4月19日）
- 『TRIAD COMPLETE BOX』（1997年12月10日）※DISC6にはカラオケバージョン
- 『THE YELLOW MONKEY SINGLE COLLECTION』（1998年12月10日）

＃2. 不愉快な6番街へ(Unpleasant 6th Avenue)
- 『THE NIGHT SNAILS AND PLASTIC BOOGIE』（1992年6月21日）
- 『TRIAD COMPLETE BOX』（1997年12月10日）

## Romantist Taste 2012
「Romantist Taste 2012」（ロマンティスト・テイスト - ）は、THE YELLOW MONKEYの25thシングル。2012年10月10日に日本コロムビアより発売された。
デビューシングルの「Romantist Taste」に、新たにリミックスが施されたものとなっている。バンドのメジャーデビュー20周年企画の一環としてリリースされ、バンドのシングルとしては2001年の「プライマル。」以来、11年8か月ぶりとなる作品となった。
元々本作がリリースされたのは、2012年6月20日より行われた「全アルバム&ビデオクリップ一斉配信企画」の際に吉井が「デビュー20年後の5月21日にリミックスとかいきなりリリースされたらどうなるのかな(笑)」としゃれで発した一言がきっかけになっている。この発言を聞き逃さなかったスタッフが、後日行われたデビュー20年を祝う食事会の席で改めてこの話を切り出したところ、メンバー間でも盛り上がり実現に至ったという。
本作にはオリジナル版でもミックスを手がけた山口州治が、メンバー4人の立ち会いのもと再度ミックスを行っており、マスタリングにはニューヨーク在住のエンジニアであるテッド・ジェンセンが起用されている。
カップリングにはボーナストラックとして、ナタリー×レコチョク独占企画「アナタの好きなTHE YELLOW MONKEYの曲を教えてください！」という楽曲投票ランキングをもとにセレクトされた12曲を、10月21日に発売されたDVD『TRUE MIND "NAKED"』からのライブテイクで収録されている。また、『Bunched Birth』の発売記念ツアーで無料配布されていた「Romantist Taste」のライブバージョンが収録された当時のオリジナル8cmCDが、シングル購入者を対象に抽選でプレゼントされた。
ミュージックビデオも製作され、2012年9月12日からニコニコ動画でオープンした「THE YELLOW MONKEYチャンネル」で「みんなで『Romantist Taste 2012』MVを作ってみた！」という企画が行われた。同企画では、ユーザーが「Romantist Taste 2012」をイメージして作った動画を募集し、それらを編集して一本のMVの製作が行われる。MVの編集は、バンドの映像作品を多く手がけてきた高橋栄樹が担当している。このMVは発売日である10月10日にShibuya O-EASTにて行われた「Romantist Taste 2012 Release Party」で初公開され、後に特設サイトでも公開された。

### 収録曲（2012）
1. Romantist Taste 2012
リミックスが施されているほか、フェードインだったイントロがカットインになっているなどの違いがある。

ボーナストラック
1. SPARK
2. Four Seasons
3. 熱帯夜
4. ROCK STAR
5. 嘆くなり我が夜のFantasy
6. 太陽が燃えている
7. Love Communication
8. JAM
ここまで1996年7月21日のNHKホール公演の音源。
9. This Is For You
10. 悲しきASIAN BOY
11. Father
12. 空の青と本当の気持ち
ここまで1996年1月12日の日本武道館公演の音源。